# Turquia nos Jogos Olímpicos de Verão de 2004
Turquia competiu nos Jogos Olímpicos de Verão de 2004, em Atenas, na Grécia.

## Desempenho

### Natação
Masculino
| Atletas        | Evento      | Baterias  | Baterias | Semifinal | Semifinal | Final       | Final       |
| Atletas        | Evento      | Marca     | Posição  | Marca     | Posição   | Marca       | Posição     |
| -------------- | ----------- | --------- | -------- | --------- | --------- | ----------- | ----------- |
| Aytekin Mindan | 400 m livre | 4min06s85 | 41º      |           |           | Não avançou | Não avançou |